# Caldinho

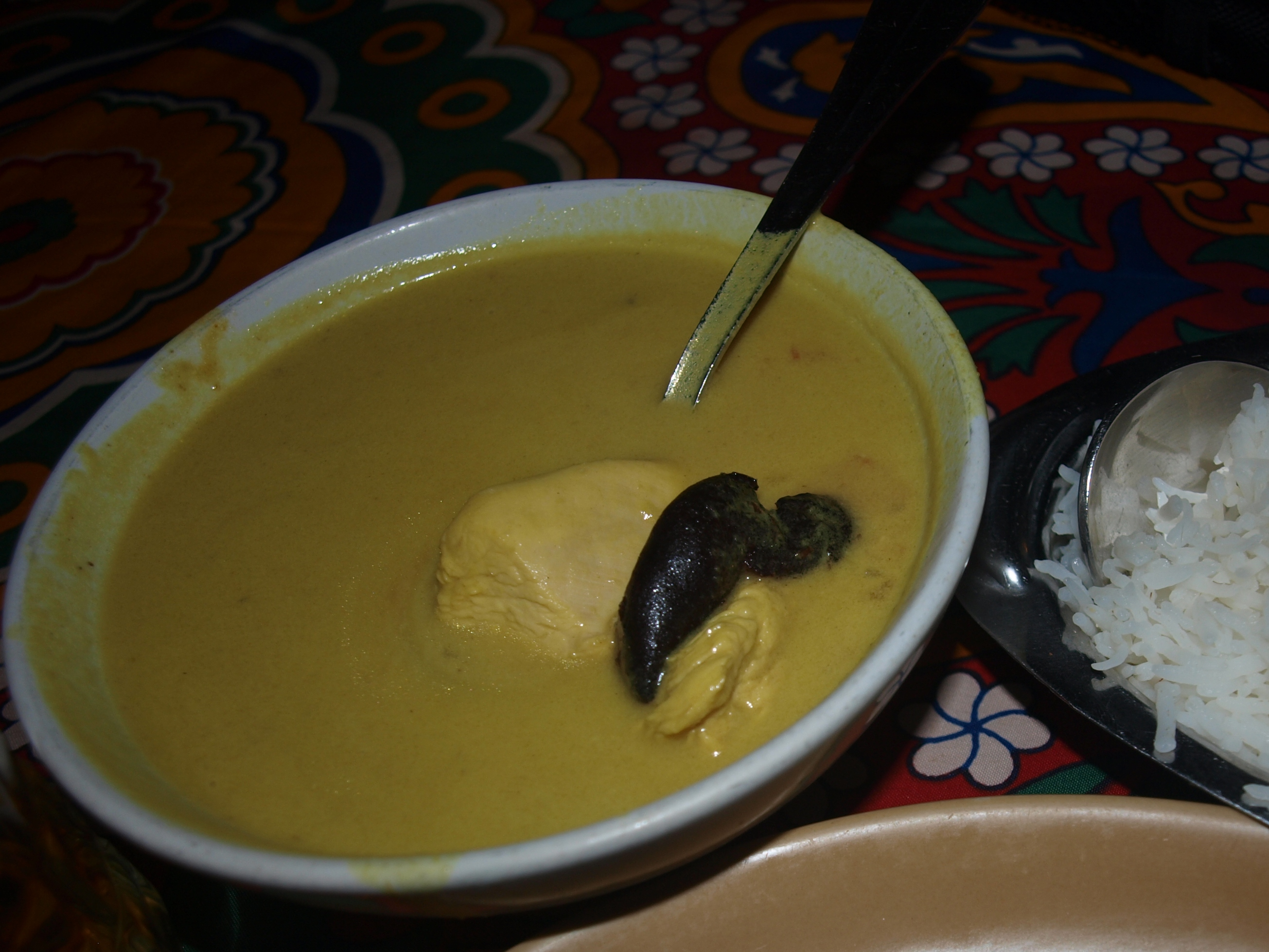
Caldinho de frango

Caldinho é um prato tradicional da culinária indo-portuguesa de Goa, Damão e Diu, outrora pertencentes ao Estado Português da Índia.
Tal como o nome sugere, consiste num caldo, de cor amarela, que funciona como um molho e não como uma sopa. Pode ser preparado com peixe, sendo o pampo um dos mais comuns, com frango e com outras carnes. Pode incluir ainda coco, cebola, tomate, cominhos, coentros, açafrão-das-índias, malaguetas verdes e vinagre.
É normalmente acompanhado por arroz branco. 